# Pacific Osprey
Pacific Osprey — судно для встановлення вітрових турбін, споруджене для компанії Swire Pacific Offshore (штаб-квартира у Сінгапурі). Однотипне з Pacific Orca.

## Характеристики
Замовлення на судно виконала у 2012 році верф компанії Samsung Shipbuilding&Heavy Industries (Кодже, Південна Корея), а процедура хрещення пройшла 3 квітня 2013-го у Данії.
За своїм архітектурно-конструктивним типом воно відноситься до самопідіймальних (jack-up) та має шість опор довжиною по 105 метрів з максимальною довжиною під корпусом 80 метрів. Це дозволяє оперувати в районах з глибинами до 59 метрів.
Для виконання основних завдань Pacific Orca обладнане краном вантажопідйомністю 1200 тонн (на висоту 31 метр, при вантажі у 50 тон висота підйому досягає 110 метрів). Його робоча палуба має площу 4300 м2 та розрахована на максимальне навантаження 15 тонн/м2.
Пересування до місця виконання робіт здійснюється самостійно із максимальною швидкістю до 13 вузлів, а точність встановлення на позицію забезпечується системою динамічного позиціювання DP2.
На борту наявні каюти для 111 осіб. Доставка персоналу та вантажів може здійснюватись з використанням гелікоптерного майданчика судна, який має діаметр 22 метри та розрахований на прийом машин вагою до 12,8 тон.

## Завдання судна
Осінню 2013-го судно здійснило роботи по заміні компонентів вітрових турбін на ВЕС Бурбо-Бенк в Ірландському морі біля узбережжя графства Мерсісайд.
Перше ж з завдання зі спорудження вітроенергетичних потужностей Pacific Osprey виконало в 2014-му на ВЕС DanTysk (німецький сектор Північного моря). Спочатку планувалось, що роботи з монтажу вітрових турбін тут виконає інше судно тієї ж компанії — Pacific Orca, проте відтермінування первісно запланованих на 2013-й рік робіт внесло корективи у розподіл завдань.
В період з липня по жовтень 2015-го Pacific Osprey разом з іншим спеціалізованим судном Aeolus споруджував фундаменти монопального типу на ВЕС Геміні (нідерландський сектор Північного моря). Після зміни оснащення ці ж судна розпочали в лютому 2016-го монтаж власне вітрових турбін, отримуючи їх у данському порту Есб'єрг.
У 2017 році судно задіяли для нетипової операції — розміщення спеціалістів, які здійснювали  налагоджувальні роботи на офшорній трансформаторній підстанції ВЕС Рампіон у протоці Ла-Манш.